# 日テレ7 続きはネットで…
日テレ7 続きはネットで…（にってれせぶん つづきはねっとで…）は、日本テレビで、2008年1月9日から同年6月29日まで、毎週水・金・日曜日に放送されていたショッピングバラエティ。

## 概要
旬なトークゲストを迎え、こだわりグッズを紹介などの買い物エンターテインメント。また、「続きはネットで…」と謳っているように、当番組のホームページは充実している。

## 出演者

### キャスター
- 宮崎宣子（日本テレビアナウンサー）

### トークゲスト
- 榊原郁恵(2)
- スザンヌ(3)
- 川原亜矢子(1)
- 前田健(3)
- コロッケ(2)
- パンツェッタ・ジローラモ(4)
- 渡辺満里奈(2)

### ナレーション
- 若林健治

## 放送時間
- 2008年1月9日〜6月29日
  - 水曜日　03:29～03:45（放送時間変更の場合あり）
  - 金曜日　03:29～03:45（同上）
  - 日曜日　04:20～04:35（同上）